# 충북지방중소벤처기업청
충북지방중소벤처기업청(忠北地方中小벤처企業廳)은 충청북도 중소기업 정책의 기획·종합, 중소기업의 보호·육성, 창업·벤처기업의 지원, 대·중소기업 간 협력 및 소상공인에 대한 보호·지원에 관한 사무를 관장하는 대한민국 중소벤처기업부의 소속기관이다. 2017년 7월 26일 발족하였으며, 충청북도 청주시 청원구 오창읍 중심상업로2로 48에 위치하고 있다. 청장은 서기관·기술서기관 또는 공업연구관으로 보한다.

## 연혁
- 1996년 2월 9일: 중소기업청 소속으로 충북지방중소기업사무소 설치.[2]
- 1998년 2월 28일: 충북지방중소기업청으로 개편.[3]
- 2017년 7월 26일: 중소벤처기업부 소속 충북지방중소벤처기업청으로 개편.[4]

## 조직

### 청장
- 창업성장지원과[5]
- 제품성능기술과[5]